# Вохрышева, Маргарита Георгиевна
Маргарита Георгиевна Вохрышева (род. 17 августа 1939) ― советский и российский культуролог и педагог. Доктор педагогических наук, профессор. Ректор Самарского государственного института культуры в 1993―2009 годах.

## Биография
Маргарита Георгиевна Вохрышева родилась 17 августа 1939 года на станции Базерки в Пензенской области в семье учителей. Отец ― историк, директор Базеркской средней школы, мать также долгое время работала учительницей. Дочь назвали в честь героини поэмы «Фауст» Гёте. Отец вскоре после её рождения ушёл воевать и погиб во время Сталинградской битвы.
Окончила школу с золотой медалью и была принята в Московский государственный институт культуры без экзаменов. Во время учёбы в институте занималась спортом, писала стихи и прозу. Как один из лучших выпускников, должна была быть отправлена по распределению работать библиографом в ГДР, но из-за бюрократической волокиты попросилась на работу на Алтай. Девять лет проработала в Алтайской краевой библиотеке, вела на местном телевидении передачи, посвящённые литературе.
По совету мужа Валерия Евгеньевича, который защитил кандидатскую диссертацию, уехала обратно поступать в Московский государственный институт культуры в аспирантуру, там же и защитила свою диссертацию (тема ― «Основные аспекты изучения системы средств библиографической пропаганды художественной литературы»). В 1971 году переехала в Куйбышев и стала преподавать Куйбышевском институте культуры. В 1974 году в нём была открыта кафедра библиографии, которую она сразу и возглавила. В 1988 году защитила докторскую диссертацию и была назначена проректором по научной работе.
В октябре 1993 года, в чрезвычайно трудное для вуза в материальном плане время, была избрана на должность ректора, сменив на этом посту Ивана Михайловича Кузьмина. Переизбиралась в 1998 и 2003 годах. За время её пребывания на посту ректора институт был преобразован в академию (в 1996 году), открылся ряд новых факультетов и кафедр. В августе 2009 года уступила кресло ректора Эллеоноре Александровне Куруленко. До 2020 года была заведующей кафедрой документоведения и библиографоведения, затем — профессор кафедры библиотечно-информационных ресурсов.
Среди основных направлений научной деятельности — библиографоведение, книговедение, культурология. Является автором около двухсот научных работ, среди них: монографии «Библиографическая деятельность: структура и эффективность» (М., 1988), «Библиография в системе культуры» (Самара, 1993), «Современные стратегии культурологического образования» (Самара, 2001), «Художественное образование в вузе культуры и искусств» (Самара, 2007), учебное пособие «Теория библиографии» (Самара, 2004).
Награждена орденом «Знак Почёта», Орденом Почёта лауреат Премии Губернатора «За выдающийся вклад в развитие гуманитарных наук». Заслуженный работник культуры РСФСР (1990), действительный член Международной академии информатизации.